# FC Young Stars Antwerp
FC Young Stars Antwerp was een Belgische voetbalclub uit Deurne. De club was aangesloten bij de KBVB met stamnummer 9402.

## Geschiedenis
In Deurne speelde damesvoetbalclub FC Antwerp Girls. Naast deze club ontstond ook een heren- en jongensclub. In 2001 sloot de herenclub zich als FC Young Stars Antwerp aan bij de Belgische Voetbalbond en ging er spelen in de Antwerpse Vierde Provinciale. Na een seizoen werd de zelfstandige club weer geschrapt.